# Conus teodorae
Conus teodorae é uma espécie de gastrópode do gênero Conus, pertencente a família Conidae.